# Килдисін
Килдисі́н (Килчин) — одне з верховних божеств в традиційних віруваннях удмуртів, пов'язувався з родючістю.
За легендами Килдисін жив серед людей, з'являвся у вигляді старця в білому одязі. Він ходив по межах полів, поправляючи пониклі колоски. Пізніше люди настільки розширили поля, що Килдисіну ніде було ходити, окрім того люди почали фарбувати одяг. Через це він більше не з'являвся до людей, хоча вони і хотіли його повернути.
Після поширення християнства образ Килдисіна злився з Богом. З'явились удмуртські аналоги Богородиці — Кылдӥсь Мумыз («Божа Мати»), Шунды Мумы («Мати Сонця»), які до цього представляли Богиню-мати. Деякі дослідники відмічають зв'язок Килдисіна з її образом.
Слову Килдисін неодноразово намагались дати етимологію. Микола Блінов трактував його як кыл+ис+ин — «слово від бога». Григорій Верещагін давав записану ним народну етимологію кыл+дӥсь+ин — той, «що з'являється з неба в людські подобі», але сам вважав правильним утворення слова від кылдэм (участь, доля) та ин (небо). Максиміліан Бух вбачав в короткій формі Килчин поєднання кылдӥсь+ин «творець неба»
. Етнограф Борис Гаврилов дає переклад згідно з народною приказкою Инмар кылдэм ке — «Якщо Бог судив» (заповідав), і на основі дієслова кылдыны «творити». Микола Первухін дає значення влада-яка піклується, владика-мислитель. Михайло Ільїн виказав думку, що теонім виник в результаті спрощення виразу Кылдытӥсь Инмар «Бог-творець».